# Suzanne Lavaud
Suzanne Lavaud est une militante sourde française, née le 8 août 1903 à Le Puy-en-Velay et morte le 14 janvier 1996 à Nice. Elle est la première sourde française à réussir le doctorat.

## Biographie

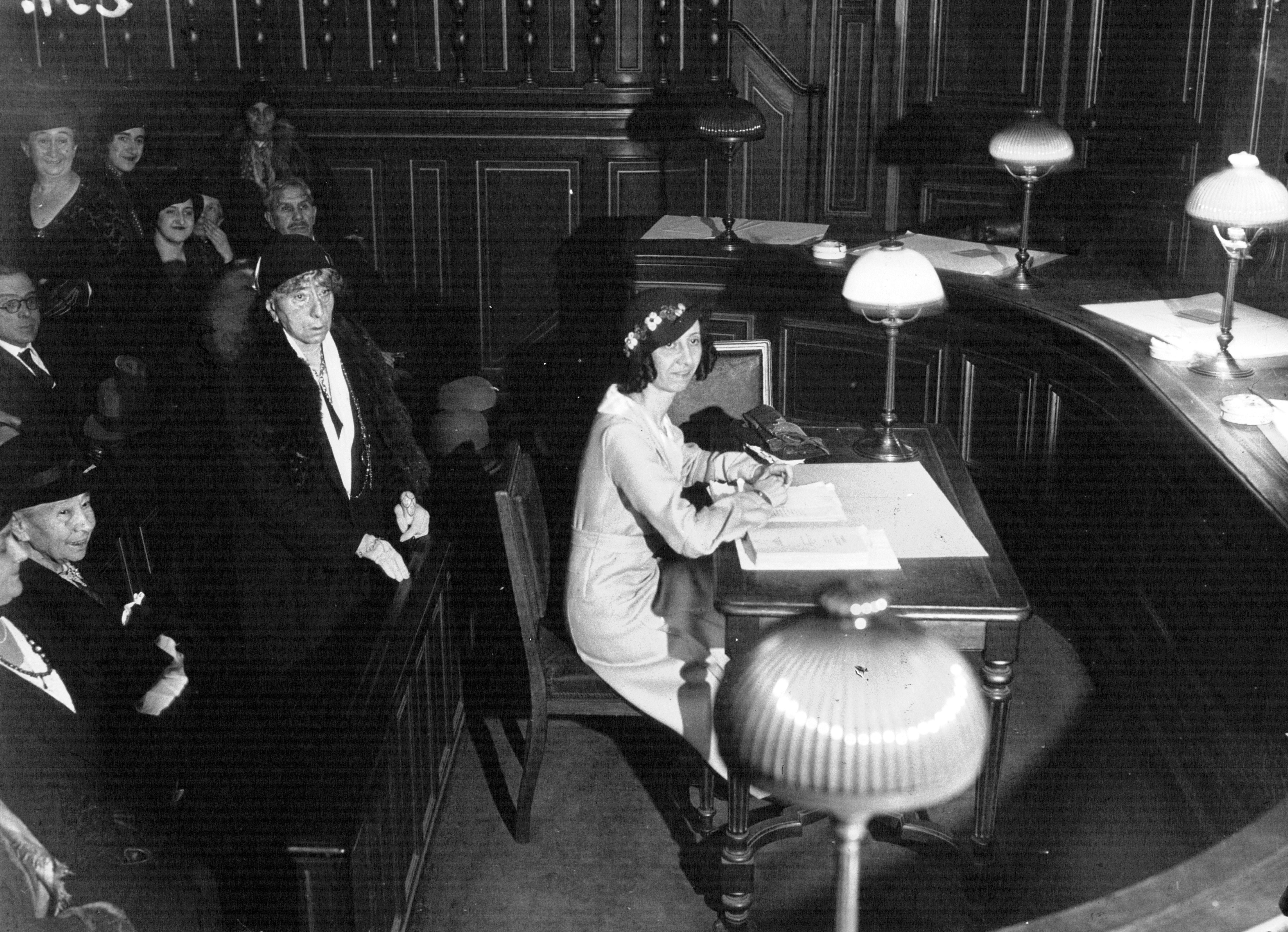
Suzanne à la Sorbonne sa thèse de doctorat

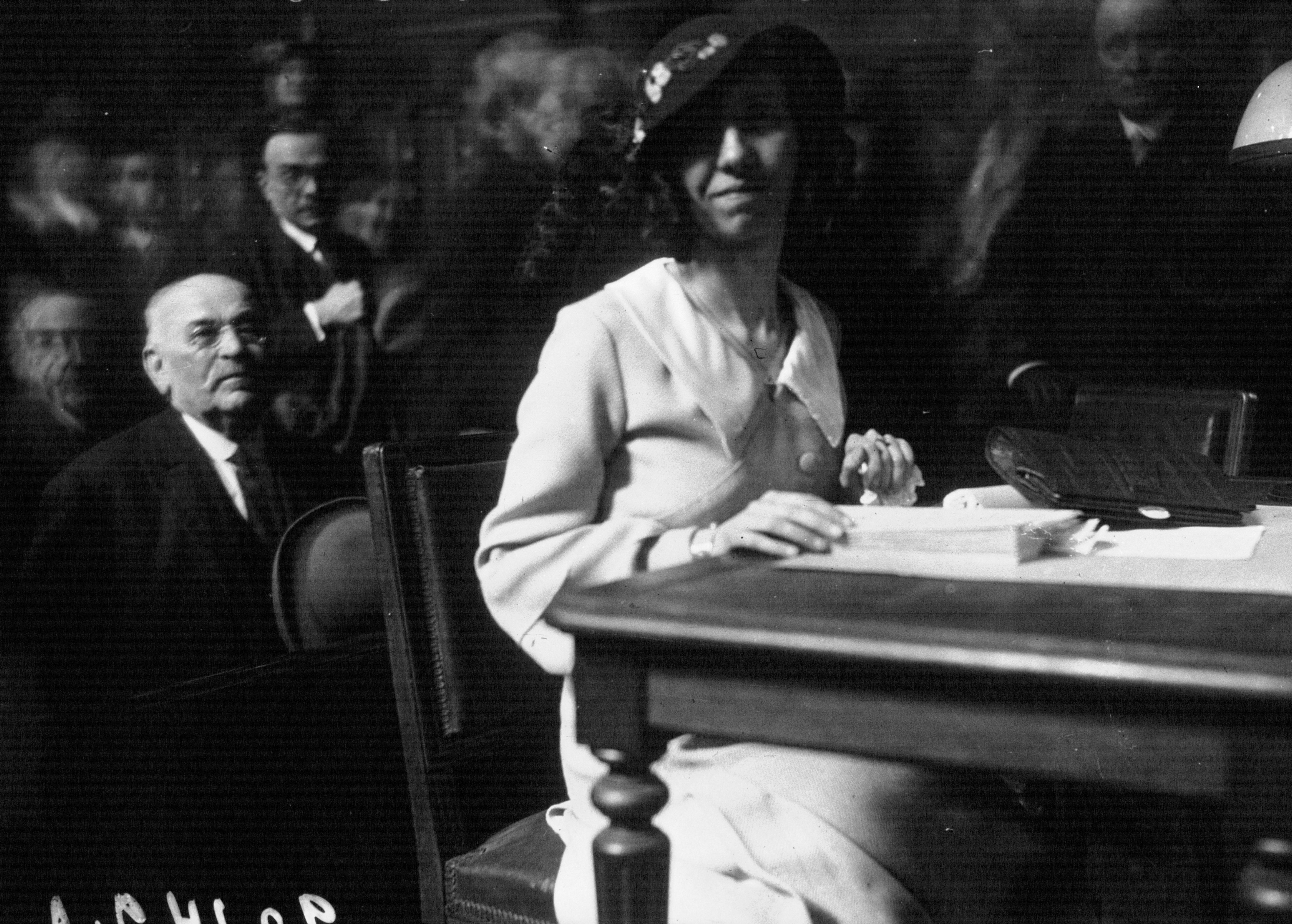
Suzanne à la Sorbonne sa thèse de doctorat ou on voit en face

Suzanne est née le 8 août 1903 dans une famille cultivée. Sa mère était directrice d'un lycée et son père professeur de Latin. Quelque temps après sa famille partit s'installer en l'Algérie française. Elle a réussi le permis de conduire car les conditions y étaient plus souples qu'en France métropolitaine. 
Suzanne est la première sourde française à obtenir un doctorat en  littérature grâce à une thèse sur  Marie Lenéru, en 1924. Selon un document du 16 octobre 1958, Suzanne était une des membres de la Fédération mondiale des sourds à l'époque  de Dragoljub Vukotić,. Selon Yann Cantin, Suzanne est la troisième femme sourde membre de la Société des Gens de Lettres.

## Décorations et récompenses
- Prix Montyon 1932 de l'Académie française pour Marie Lenéru[5]
- Médaille de Bronze de l'Éducation Physique en 1950
- Officier de l'Instruction publique en 1951
- Médaille d'argent de l'Éducation Physique en 1956
- Chevalier du Mérite social en 1956
- Médaille d'argent Arts-Sciences-Lettres en 1960
- Chevalier de la Légion d'honneur en 1962
- Chevalier de la Santé publique en 1962
- Officier de l'ordre national du Mérite en 1970

#### Ouvrages
- Patrice Gicquel, Il était une fois… les sourds français, Paris, Éditions Books on Demand, 2011, 208 p. (ISBN 978-2-8106-1306-9), page 108.